# بذلة القطة
بذلة القطة هي نوع من الملابس الخارجية للنساء، وهي لصيقة بالبدن ومن قطعة واحدة تغطي كامل الجذع والساقين، ويمكن أن تكون مصنوعة من مادة مطاطة مثل الليكرا أو اللثى أو من مواد غير مطاطة مثل الجلد أو PVC.
تزود بذلة القطة عادة بسحاب من الأمام أو من الخلف. بذلة القطة مصممة لِتُلبس كنوع من الملابس الخارجية، لكن من غير المألوف أن يلبسها الناس خارجاً في الشوارع.

## طالع المزيد
- المرأة القطة